# Paul Rougnon
Pour les articles homonymes, voir Rougnon.
Paul-Louis Rougnon est un professeur de musique et compositeur français, né le 24 août 1846 à Poitiers et mort le 11 décembre 1934 à Saint-Germain-en-Laye. Il est le grand-père de Maïti Girtanner.

## Biographie
Paul Rougnon est le fils de Louis Rougnon et Claire Clotilde Robin. 
Élève au lycée Bonaparte (devenu depuis le lycée Condorcet), il entre au Conservatoire de Paris en 1861 en tant qu'élève-auditeur, puis devient élève-titulaire en 1862. Le directeur du Conservatoire est alors Daniel-François-Esprit Auber. Il étudie auprès de maîtres tels qu’Édouard Batiste en solfège (première médaille en 1865), François Bazin pour l'harmonie et accompagnement pratique (troisième accessit en 1868), Ambroise Thomas pour la composition (premier prix de contrepoint et fugue en 1870), Antoine François Marmontel pour le piano et César Franck pour l'orgue.
En 1873, à 27 ans, sous le directorat de Ambroise Thomas, Rougnon devient professeur de solfège pour les instrumentistes hommes au Conservatoire de Paris jusqu'à son départ en retraite en 1921. 
Il se consacre au professorat et à l'Orphéon, tout en composant de nombreuses œuvres, certaines à visées pédagogiques (compositions pour les concours de fin d'années), d'autres à visée populaire (dans le cadre de l'Orphéon). Ses traités de solfège et de piano sont toujours réédités (par les éditions Combre) et utilisés dans de nombreux conservatoires aujourd'hui. Par ailleurs, influencé par Adolphe Sax, dont il a fréquenté l'atelier, et par l'essor des instruments à vent, il compose de nombreux airs pour fanfares. 
Il reçoit la médaille d'or à l'Exposition universelle de 1900 pour l'ensemble de ses ouvrages d'enseignement.

## Vie familiale
En 1887, il épouse Marie-Louise-Catherine de Beurmann, petite fille du chevalier de l'Empire Pierre Frédéric de Beurmann (1780-1838), petite nièce de Jean Ernest de Beurmann et Frédéric Auguste de Beurmann, dont il a cinq enfants. Paul Rougnon habite en 1873 avec sa mère au no 49 rue des Martyrs, puis avec sa femme Marie-Louise de Beurmann et leurs enfants.

## Professorat
Devenu professeur au Conservatoire de Paris, il y enseigne jusqu'à sa retraite en 1921, le solfège pour les instrumentistes. C'est en 1911, sous la présidence de Gabriel Fauré, que le Conservatoire déménage de la rue du Conservatoire à la rue de Madrid. 
Parmi les élèves de Rougnon, on compte Alfred Cortot (qui vantera son enseignement, comme l'indique son biographe Bernard Gavoty), Yves Nat, Fernand Oubradous, Noël Gallon, André Bloch, Henri Mulet. 
En 1896, Théodore Dubois succède à Ambroise Thomas à la direction du Conservatoire de Paris. Il inaugure la pratique de confier à des compositeurs la création d’œuvres spécifiquement destinées aux concours d'instrument des fins d'années académiques. Paul Rougnon, à sa demande, se lance dans la composition d’œuvres de concours pour divers instruments (alto, trompette, piano). 
Parallèlement au professorat et aux compositions de concours, il participe à partir de 1873, comme administrateur et compositeur, à l'Orphéon et aux Sociétés musicales mutuelles, qui, à la fin du XIXe siècle et au début du XXe siècle, visaient à mettre l'art choral à la portée de tous.

« Depuis mon entrée au Conservatoire, en qualité d'élève, jusqu'à ma sortie en qualité de retraité, j'ai connu une quantité de professeurs de chant se succédant les uns aux autres en apportant chacun leurs systèmes, leurs procédés, leurs méthodes.
La même observation peut être faite pour toutes les branches du vaste enseignement musical au Conservatoire : solfège, instruments de musique, harmonie, contre-point et fugue, composition. Chaque professeur enseigne selon ses idées personnelles et sous sa propre responsabilité. Ce sont les succès de ses élèves dans les examens et les concours qui viennent démontrer sa valeur.
C'est donc une grosse erreur de prétendre qu'au Conservatoire, l'enseignement est rétrograde et soumis à une unité de doctrines qui établit une sorte d'éteignoir paralysant les progrès des élèves. Je ne connais pas d'établissement scolaire musical où l'enseignement soit plus libre et plus libéral, laissant aux élèves toute latitude d'utiliser, selon les impulsions de leur nature, les principes qu'ils y ont recueillis. »

— Paul Rougnon, Souvenirs de 60 années de vie musicale, éditions Margueritat

## Compositions
Citons, parmi les œuvres de Paul Rougnon :
- Le Chant de Pâques, interprété par le ténor Jean-Alexandre Talazac en 1879, lors d'un concert à la salle du Trocadéro.
- Le chant de la mutualité, composé pour faire chanter la foule lors d'une intervention du président de la République Émile Loubet, en 1904, à la Maison de la Mutualité[9].
- 8 solos de trompette (destinés aux concours du Conservatoire de Paris).
- L'Aragonaise, pièce pour piano.
- Une messe solennelle, exécutée à Paris pour l'inauguration de la première chapelle de la Basilique du Sacré-Cœur de Montmartre, le 5 juin 1891[10].
- La polonaise de concert pour deux trompettes[11].
- La perruque poudrée, piécette pour piano[12].
- Virtuosité enfantine, 12 petits morceaux composés expressément pour les petites mains. Contient : Romanza. Dans les bois. Fanfare. Berceuse. Galop. Bourrée.

## Anecdotes
- La ville de Bonnes, où se trouve la maison familiale du musicien, possède une impasse Paul Rougnon[13].
- Rougnon a composé un Hymne patriotique poitevin, « Les enfants du Poitou » (qui fut longtemps joué par les élèves du conservatoire de Poitiers).
- Pour les 30 ans d'enseignement de Paul Rougnon, ses élèves et collègues, en présence du compositeur Gabriel Fauré alors directeur du Conservatoire, lui offrent un buste à son effigie, par le sculpteur Marcel Legastelois (1883-1914), fils de Julien Prosper Legastelois[14].
- Après l'exécution de sa « messe solennelle » à la chapelle du Château de Versailles, en présence de la reine Isabelle d'Espagne, Paul Rougnon est fait Chevalier dans l'Ordre d'Isabelle la Catholique[15].
- Il devient chevalier dans l'ordre national de la Légion d'honneur en 1919[16].
- Son œuvre « Premier solo de concert » pour trompette est enregistrée par la trompettiste Judith Saxton dans le disque collector de l'International Trumpet Guild en 2011[17].
- Cette œuvre fait également l'objet d'un enregistrement du trompettiste finlandais Jouko Harjanne, dans son disque Virtuoso Trumpet (2011)[18].

## Publications

### Ouvrages didactiques
- Solfège en 16 volumes - Éditions Combre

- Le mouvement et les nuances d'expression dans la musique. Première partie : Dictionnaire musical des locutions étrangères, italiennes, allemandes, etc. Deuxième partie : Étude analytique sur le mouvement et les nuances d'expression dans la musique. Troisième partie : Étude sur le métronome, son utilité, son usage, son histoire. Éditeur P. Dupont. 1893
- Principes de la musique. Étude développée. Édition Delagrave. 1936
- Cours de piano élémentaire et progressif formant un cours complet de mécanisme. Éditions M Combre
- Texte pratique de prosodie musicale. Éditions Enoch et Cie
- Mon piano. Hygiène du piano. Petit dictionnaire explicatif et historique des éléments constitutifs du piano. Éditions Fischbacker. 1921
- Traité pratique d'harmonie. Éditions Gallet
- Grandes études journalières de solfège à changement de clef. Éditions du Ménestrel. 1907[19]
- Solfège élémentaire : théorique, analytique et pratique à la portée des jeunes élèves. Éditions Combre

### Ouvrages généraux
- Traité de notation musicale, inclus dans l'Encyclopédie musicale d'Albert Lavignac[20]

- Souvenirs de 60 années de vie musicale et de 50 années de professorat au Conservatoire de Paris. Éditions Margueritat
- Dictionnaire général de l'art musical. Éditions Delagrave. 1935
- La musique et son histoire. Librairie Garnier Frères. 1920[21]
- Petite biographie des grands compositeurs - École française. École italienne. École allemande. Éditions Margueritat. 1924